# Réformés-Canebière
Réformés-Canebière è una stazione della linea 1 della metropolitana di Marsiglia. È situata sotto cours  Joseph-Thierry, nel I arrondissement di Marsiglia.

## Storia
La stazione è stata aperta al traffico il 26 novembre 1977 con l'attivazione del primo troncone della linea 1.

## Interscambi
Nelle vicinanze della stazione effettuano fermata diverse linee di autobus urbani ed interurbani.
- Fermata tram (linea T2)
- Fermata autobus